# Кравцовка (Днепропетровская область)
Кравцовка (укр. Кравцівка) — село,
Рудковский сельский совет,
Царичанский район,
Днепропетровская область,
Украина.
Код КОАТУУ — 1225684603. Население по переписи 2001 года составляло 369 человек .

## Географическое положение
Село Кравцовка примыкает к селу Рудка, на расстоянии в 2 км расположено село Китайгород, в 6,5 км — пгт Царичанка.